# Confédération générale des travailleurs portugais - Intersyndicale nationale
Ne doit pas être confondu avec Confédération générale du travail (Portugal).

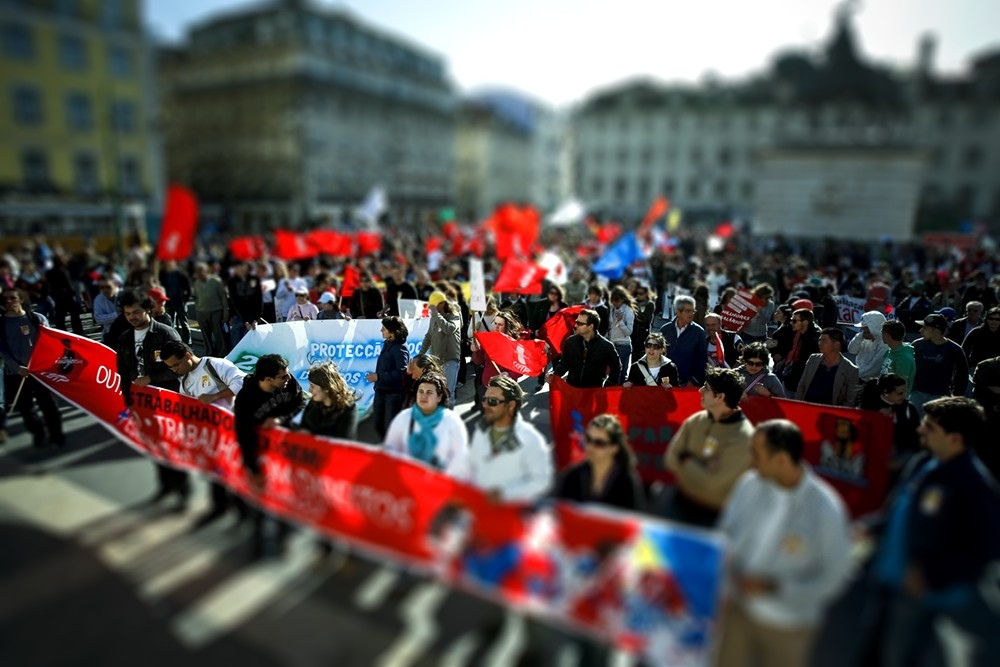
Manifestation de la CGTP à Lisbonne, le 28 mars 2009.

La Confederação Geral dos Trabalhadores Portugueses - Intersindical Nacional (CGTP-IN - Confédération générale des travailleurs portugais - Intersyndicale nationale) est la plus grande confédération syndicale portugaise fondée le 1er octobre 1970, pendant la dictature fasciste de Marcelo Caetano, par plusieurs syndicats ou des opposants à la dictature avait réussi à gagner les élections pour les directions syndicales.
La CGTP-IN est depuis longtemps proche du Parti communiste portugais, mais a depuis sa fondation des dirigeants provenant de secteurs catholiques comme de la Ligue ouvrière catholique, Jeunesse ouvrière catholique, ainsi que des dirigeants militants du Parti Socialiste, du Bloc de Gauche et des indépendants.
Elle est affiliée à la Confédération européenne des syndicats.

## Organisation
La CGTP-IN est constituée par les organisations syndicales qui y sont affiliées et qui exercent son activité au Portugal. Les associations syndicales qui constituent la CGTP-IN sont les syndicats, les fédérations et les unions.

## Direction
Les organes de la CGTP-IN sont :
1.Congrès ;
2.Plénière de syndicats ;
3.Conseil national ;
4. Commission exécutive du conseil national ;
5. Secrétariat du conseil national ;
6. Conseil fiscal
La CGTP-IN se définit comme « une organisation de classe, unitaire, démocratique, indépendante, et de masses, elle a ses racines et ses principes fondées sur les glorieuses traditions d’organisation et de lutte de la classe ouvrière et des travailleurs portugais ».